# 镎
，是一種化學元素，其化學符號为Np，原子序數为93。屬於錒系元素，且是首個超鈾元素，於1940年由柏克萊輻射實驗室的埃德温·麦克米伦和菲力普·艾貝爾森首次合成出來，並參照以天王星為名的鈾，將其以海王星命名。
錼是一種堅硬、有延展性的高密度金屬，是所有錒系元素中密度最大的，在所有天然元素中密度第五高，僅次於錸、鉑、銥和鋨。錼金屬外觀為銀白色，暴露在空氣中表面會氧化而失去光澤。錼有三種同素異形體，且在水溶液中能表現出+3到+7共五種氧化態，其中以+5最為穩定。錼具有放射性，其最穩定的同位素為237Np，半衰期為214萬年。由於錼有放射性、有毒，在粉末狀態下能自燃，且攝入人體後會在骨骼中積聚，因此處理錼元素具有一定的危險性。
現時絕大多數的錼是核燃料中的鈾吸收中子后產生的，為核反應爐和鈈生產過程常見的副產品。雖然镎本身目前沒有商業用途，但它被用作生產238Pu的母體，而238Pu是航天和軍事上的放射性同位素熱電機中常用的熱源。镎也被用於高能中子探測儀。
由於核嬗變反應，天然鈾礦當中存在著痕量錼元素，故錼是少數存在於自然界中的超鈾元素。

## 歷史
德米特里·门捷列夫於1870年代出版的元素週期表在鈾之後的位置顯示的是一條橫線「－」，其他當時未發現的元素亦然。1913由卡西米爾·法揚斯出版的已知放射性同位素列表中，也同樣在鈾之後留了空格。

### 誤報
1934，奧多林·克布利奇（Odolen Koblic）從瀝青鈾礦的洗滌水中提取了一小部分物質。他認為這就是93號元素，並將其命名為Bohemium。然而在分析後，他才發現這一物質只是鎢和釩的混合物。1934，恩里科·費米試圖以中子撞擊鈾，產生93號和94號元素。雖然最後失敗了，但是他無意中發現了核裂變。1938，羅馬尼亞物理學家霍里亞·胡盧貝伊和法國化學家伊維特·哥舒瓦聲稱通過對礦石進行光譜學分析，發現了93號元素，並將其命名為Sequanium。由於科學家當時認為這一元素必須人工製造，所以他們的發現遭到了反對。現在人們發現錼確實存在於自然界中，因此胡盧貝伊和哥舒瓦兩人有可能確實發現了錼元素。

### 實際發現

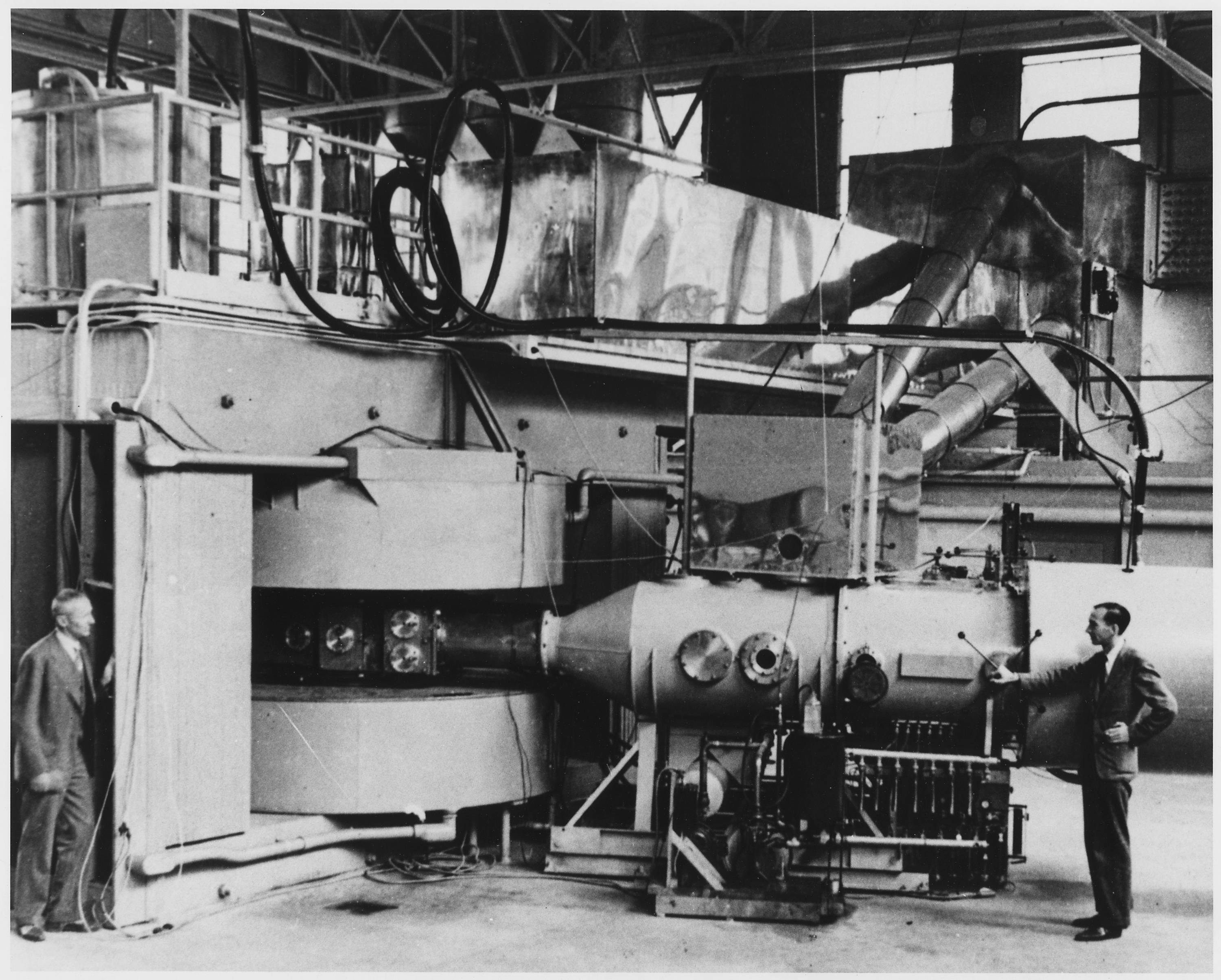
伯克利加州大學勞倫斯伯克利國家實驗室的1.5米直徑迴旋加速器，攝於1939年8月

在93號元素被發現之前，當時的元素週期表還沒有錒系這一行，因此釷、鏷和鈾分別位於鉿、鉭和鎢之下，93號元素也在錸之下。根據這一排位推測，93號元素的特性應該與錳和錸相似。這意味著這一元素不可能從礦石中提取出來，儘管人們於1952年在鈾礦中探測到了錼元素。
費米相信對鈾進行中子撞擊，再經β衰變後，可產生93號元素。實驗產物具有短半衰期，因此費米於1934年宣佈發現了新元素，然而這卻是錯誤的。後來人們猜測並證實，當時的產物是中子導致鈾進行核裂變所產生的。奧托·哈恩在1930年代末進行的239U衰變實驗中，產生了少量的錼。Hahn的團隊通過實驗生產並證實了239U的屬性，但未成功分離和探測到錼。
埃德温·麦克米伦和菲力普·艾貝爾森於1940年在伯克利加州大學的伯克利輻射實驗室正式發現了錼。錼（Neptunium）以海王星（Neptune）命名，它的前一元素鈾（Uranium）則以天王星（Uranus）命名。研究團隊以低速中子撞擊鈾，生成了錼同位素239Np（半衰期為2.4天）。錼是首個被發現，也是首個人工合成的錒系超鈾元素。
{\displaystyle \mathrm {^{238}_{\ 92}U\ +\ _{0}^{1}n\ \longrightarrow \ _{\ 92}^{239}U\ {\xrightarrow[{23\ min}]{\beta ^{-}}}\ _{\ 93}^{239}Np\ {\xrightarrow[{2.355\ d}]{\beta ^{-}}}\ _{\ 94}^{239}Pu} }

## 物理特性
錼是銀色、有延性的放射性金屬，在元素周期表中位于铀和钚之间，镧系元素钷的下面。镎较硬，体积模量118 GPa，与锰相近。镎暴露于空气时会形成一层氧化层，该反应在高温下更迅速。镎在639±3 °C下就会融化。它的低熔点和旁边的钚（熔点639.4 °C）一样源自5f和6d轨道的杂化及金属间有方向性的金属键。镎的沸点还未经实验得知，通过蒸汽压数值外推出来的沸点是4174 °C。如果属实，镎会有所有元素間最高的液態溫度區間，其熔點和沸點溫度差為3535 K。
錼具有三種同素異形體： 
- α型：屬於正交晶系，密度20.45 g/cm3；[16]
- β型：出現於280 °C以上，屬於四方晶系，313 °C時密度19.36 g/cm3；[16]
- γ型：出現於577 °C以上，屬於立方晶系，600 °C時密度18 g/cm3。[16]

有声称发现了镎的第四种同素异形体，但仍未证实。锕系元素都有很多同素异形体。镤、铀、镎、钚的晶体结构不像镧系元素，更像第4周期的过渡金属。
錼是所有錒系元素中密度最高的，在所有天然元素中密度第五高，仅次于锇、铱、铂、铼。錼没有生物作用，但會被消化系統吸收。如果注射到身體裏，錼會累積在骨骼當中，並慢慢減少。

## 化學特性

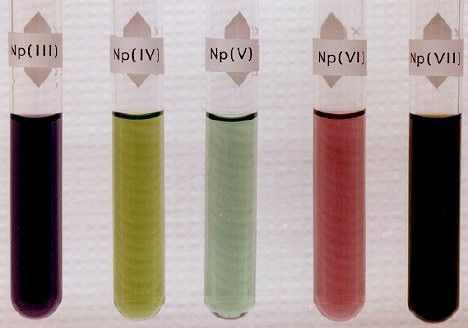
溶液中的錼離子

錼的化學活性很高。在溶液中具有4種離子氧化態：
- Np3+（淡紫色），相似於稀土元素離子Pm3+
- Np4+（黃綠色）
- NpO+
2（藍綠色）
- NpO2+
2（淡粉紅色）

氫氧化錼(III)不溶於水和過鹼溶液中。錼(III)在空氣中會氧化為錼(IV)。
錼可以形成三鹵化物和四鹵化物，如NpF3、NpF4、NpCl4、NpBr3和NpI3等，以及類似於鈾氧化合物系統的各種氧化物，包括Np3O8和NpO2。
六氟化錼（NpF6）是一種類似於六氟化鈾的揮發性物質。
錼和鏷、鈾、鈽和鋂一樣，能夠形成線形二氧錼芯（NpO2n+），其中的錼原子呈5+或6+氧化態。錼會與氧、蒸汽和酸產生劇烈反應，但不被鹼侵蝕。
- NpO2(OH)2–
- NpO2(CO3)–
- NpO2(CO3)23–
- NpO2(CO3)35–

## 同位素
已知的錼同位素有19種，全部都具有放射性。其中最穩定的包括：237Np，半衰期214萬年；236Np，半衰期152,000年；以及235Np，半衰期396.1天。所有剩餘同位素的半衰期都在4.5天以下，大部分甚至在50分鐘以下。錼還有4種同核異構體，最穩定的是236mNp，半衰期22.5小時。
錼同位素的原子量在225.0339 u（225Np）和244.068 u（244Np）之間。質量比最穩定的237Np低的同位素以電子捕獲的模式衰變（一部分也進行α衰變），比它高的同位素則進行β衰變。前者的衰變產物是鈾的各種同位素，後者則衰變為鈈同位素。
237Np衰變後的最終穩定產物是205Tl，而其他重原子核的衰變鏈終點都是鉛的同位素。237Np的特殊衰變鏈稱為錼衰變系。此外，237Np能夠進行核裂變。

## 存量
最穩定的錼同位素是237Np，半衰期為200萬年。這比地球年齡短得多，因此所有原始的錼元素，也就是地球形成時就存在的錼，至今已衰變殆盡了。然而在鈾礦中，自然核嬗變反應會產生衰變產物，當中含有微量的錼-237至錼-240，因此錼是少數存在於自然界中的超鈾元素。
要產生237Np金屬，須將237NpF3與液態鋇或鋰在1200 °C高溫下反應。含錼的反應原料可從乏核燃料中作為鈈生產過程的副產品提取出來，單次提取量有數公斤。
{\displaystyle {\ce {2 NpF3 + 3 Ba -> 2 Np + 3 BaF2}}}
依重量計，錼-237產量是鈈產量的5%，或所有乏核燃料的0.05%。不過錼的年產量仍然超過50噸。

## 合成
大部分的錼都是在核反應中產生的：
- 鈾-235原子在捕獲一顆中子後，會變為鈾-236的激化態。這些激化了的原子核有大約81%會進行裂變，剩餘的衰變為236U的基態，並釋放伽馬射線。再次捕獲中子後，236U會變為237U，其半衰期為7天，並且會快速經β衰變形成237Np。在β衰變過程中，激化的237U原子核釋放一顆電子，弱交互作用再把一顆中子轉變為一顆質子，從而產生237Np。

{\displaystyle \mathrm {^{235}_{\ 92}U\ +\ _{0}^{1}n\ \longrightarrow \ _{\ 92}^{236}U_{m}\ {\xrightarrow[{120\ ns}]{}}\ _{\ 92}^{236}U\ +\ \gamma } }
{\displaystyle \mathrm {^{236}_{\ 92}U\ +\ _{0}^{1}n\ \longrightarrow \ _{\ 92}^{237}U\ {\xrightarrow[{6.75\ d}]{\beta ^{-}}}\ _{\ 93}^{237}Np} }
- 237U也可以通過238U的(n,2n)反應產生，但這只在極高能中子的撞擊下才會發生。
- 237Np也是241Am經α衰變後的產物。

較重的錼同位素迅速衰變，而較輕的錼同位素則無法通過中子捕獲形成，因此從乏核燃料中化學提取出的錼幾乎完全由237Np組成。
要製成純的錼金屬，須在1200°C高溫下用鋇或鋰對三氟化錼（NpF3）進行還原。

## 應用

### 生產鈈-238
用中子對237Np進行照射，可形成238Pu。鈈-238釋放α粒子，可在航天和軍事上的放射性同位素熱電機中作發電之用。237Np會捕獲一顆中子形成238Np，經β衰變之後變為238Pu（半衰期約為2天）。
{\displaystyle \mathrm {^{237}_{\ 93}Np\ +\ _{0}^{1}n\ \longrightarrow \ _{\ 93}^{238}Np\ {\xrightarrow[{2.117\ d}]{\beta ^{-}}}\ _{\ 94}^{238}Pu} }
乏核燃料當中也含有可稱量的238Pu，但這須從其他的錼同位素中分離出來。

### 武器
錼可進行核裂變，理論上可用作快中子反應爐或核武器的燃料，其臨界質量大約為60公斤。1992年，美國能源部解密部分文件，其中包括「錼-237可用於製造核子爆炸裝置」一句。沒有證據顯示歷史上曾出現過含錼核武器。截至2009年，商業核發電反應爐所產生的錼-237每年超過臨界質量的1000倍，然而要將該同位素從燃料中萃取出來卻需要巨大的規模和技術。
2002年9月，美國的洛斯阿拉莫斯國家實驗室短暫地創造了首個達到臨界質量的含錼物體，當中還含有濃縮鈾（鈾-235）。實驗發現，用錼-237製造的裸露球體的臨界質量在60公斤左右，用作炸彈用途的話，並不比鈾-235優勝很多。

### 物理應用
237Np被用於高能中子探測器中。

## 作為核廢料

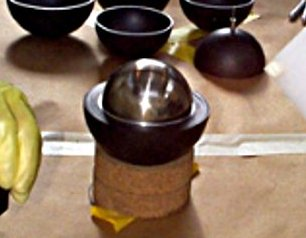
錼-237

錼-237是受深地質處置的錒系元素中可動性最高的。因此它需要和鋂-241一起通過核嬗變轉化為其他污染性較弱的同位素。家居電離室煙霧探測器含有的鋂-241（一般有0.2微克）會衰變成錼。鋂-241的半衰期為432年，因此在20年後有3%變為錼，100年後則有15%變為錼。
錼的半衰期很長，所以它在一萬年以內會是核廢料中輻射的主要來源。為了避免日後（數千年後）廢料容器破裂時造成的大範圍核污染，錼需要先從廢料中提取出來。

## 書目
- Guide to the Elements – Revised Edition, Albert Stwertka, (Oxford University Press; 1998) ISBN 978-0-19-508083-4
- Lester R. Morss, Norman M. Edelstein, Jean Fuger (Hrsg.): The Chemistry of the Actinide and Transactinide Elements, Springer-Verlag, Dordrecht 2006, ISBN 978-1-4020-3555-5.
- Ida Noddack. . Zeitschrift für Angewandte Chemie. 1934, 47 (37): 653  [2013-05-26]. doi:10.1002/ange.19340473707. （原始内容存档于2017-12-11）.
- Eric Scerri, A Very Short Introduction to the Periodic Table, Oxford University Press, Oxford, 2011, ISBN 978-0-19-958249-5.
- Yoshida, Zenko; Johnson, Stephen G.; Kimura, Takaumi; Krsul, John R. . Morss, Lester R.; Edelstein, Norman M.; Fuger, Jean  (编).  (PDF) 3 3rd. Dordrecht, the Netherlands: Springer. 2006: 699–812. ISBN 978-1-4020-3555-5. doi:10.1007/1-4020-3598-5_6. （原始内容 (PDF)存档于January 17, 2018）.

## 外部連結
- 元素镎在洛斯阿拉莫斯国家实验室的介紹（英文）
- —— 镎（英文）
- 元素镎在The Periodic Table of Videos（諾丁漢大學）的介紹（英文）
- 元素镎在Peter van der Krogt elements site的介紹（英文）
- WebElements.com – 镎（英文）
- Neptunium （页面存档备份，存于） at The Periodic Table of Videos (University of Nottingham)
- Lab builds world's first neptunium sphere （页面存档备份，存于）, U.S. Department of Energy Research News
- NLM Hazardous Substances Databank – Neptunium, Radioactive （页面存档备份，存于）
- Neptunium: Human Health Fact Sheet （页面存档备份，存于）
- C&EN: It's Elemental: The Periodic Table – Neptunium （页面存档备份，存于）